# Farendløse
Farendløse ist ein Ort auf der dänischen Insel Seeland. Er gehört seit dem 1. April 1970 zur Gemeinde Ringsted in der Region Sjælland und zählt 348 Einwohner (Stand 1. Januar 2023). Davor war es Bestandteil der Landgemeinde Nordrupøster-Farendløse im damaligen Sorø Amt. Im Ort gibt es im Gegensatz zur sonst in Dänemark weit verbreiteten weißen Kirche eine  gelbe im gotischen Langhausbau. 1966 wurde das Fundament eines Rundbaus gefunden.